# 李鍾郁

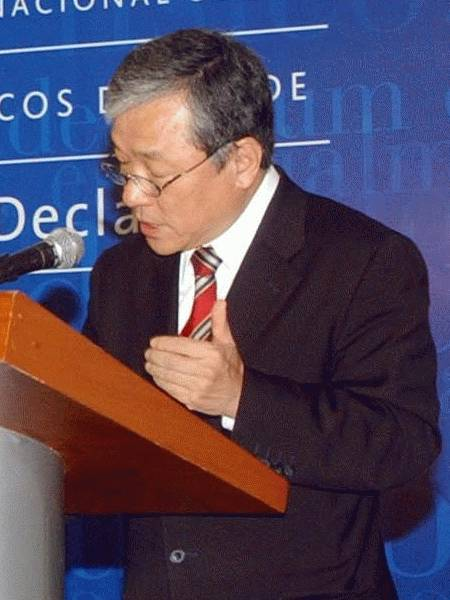
李鍾郁

李鍾郁（韓語：이종욱，1945年4月12日—2006年5月22日），第六任世界卫生组织总干事，生於韓國首爾。畢業於首爾景福高等學校、獲首爾大學醫學院醫學士、美國夏威夷大學公共衛生醫學碩士學位，為結核病防治專家。能操英、韓、日語，能閱讀中、法文文獻。
他是首位擔任联合国系统機構首長的韓國人，在世衛组织23年工作期間負責愛滋病、結核等疾病的防治以及各國的保健統計和保健醫療行政支援管理；在處全球SARS與禽流感危機上尤貢獻良多。他以行事低調，管理有效著稱，在疫苗和免疫規劃署工作期間取得「全球小兒痲痺降低至一萬位兒童少於一位病發率」成果，1997年被《科學美國人》月刊譽為世衛的「疫苗接種之王」（Vaccine Czar），英國醫學雜誌《刺血針》稱讚他為「安靜的雷聲」，美國《時代》雜誌將他評為2004年時代百大人物之一。
李鍾郁在首爾大學攻讀期間，因照顧麻瘋病患者而結識同道來自東京的鏑木玲子，並結成夫婦，育有一子李忠昊（現年28歲，於美國康乃爾大學攻讀電機工程學博士學位）。1976年完成學業後二人偕同至斐濟，開始救助貧困患者的義工活動。
2006年5月22日，在日內瓦中風，手術後逝世。事後各國和各地區官方（包括美國、中華人民共和國、韓國、朝鮮、聯合國、香港衛生署等）皆表哀悼。另外，李鍾郁生前已指定，萬一他出事後則由瑞典籍安德斯·努德斯特倫博士代理。之后经选举，陳馮富珍接任世衛總幹事一職。
大韓民國政府為李之功績與突然猝逝，追授其最高級之國民勛章──木槿花勳章。

## 大事年表
- 1981年9月─1983年3月，美屬薩摩亞熱帶疾病中心任衛生官員。
- 1983年6月─1987年12月，進入世界衛生組織工作，在密克羅尼西亞任麻瘋病顧問。
- 1987年12月─1990年6月，在馬尼拉世衛組織西太平洋地區辦公室任慢性疾病地區顧問。
- 1990年6月─1994年5月，西太平洋地區任疾病防治和控制主任。
- 1994年5月─1998年7月，全球疫苗和免疫規劃署主任兼兒童接種疫苗行動執行秘書。
- 1998年7月─1999年10月，世衛組織總幹事布倫特蘭夫人的高級政策顧問。
- 1999年10月─2000年10月，世衛組織總幹事特別代表。
- 2000年12月，世衛組織防治結核病計劃主任。積極拉攏各成員國、捐款機構、非政府組織等等爭取財援，增加治療肺結核藥物供應。
- 2003年7月21日，世衛組織第58屆總幹事，任期至2008年。
- 2006年5月20日，中午（日內瓦時間，下同）李鍾郁在日內瓦參加工作會議午餐會上突感頭痛、嘔吐並暈倒，被送往日內瓦州立醫院，醫院診斷李患上腦血栓（中風）並隨即進行手術清除腦部血塊，手術於下午6时15分結束。
- 2006年5月22日，患病期間各成員到醫院探望，手術後未見好轉，於當地時間清晨7時43分在重症監護室逝世，臨終前有其夫人鏑木玲子和胞妹李鍾求（聖公會大學教授）在旁，消息亦由南韓外交部發言人證實。當天上午10點在日內瓦總部舉行之第59屆世界衛生大會上由輪值主席的西班牙衛生部長塞加多夫人宣佈，全體人員起立默哀兩分鐘，由於事出突然，不少與會人員甚至還掩面哭泣，大會更因此暫停而中斷半小時。
- 2006年5月24日中午12點半，世衛主辦之葬禮於日內瓦市中心聖母教堂舉行，一小時後儀式完畢隨即送往火化；同日韓國外交部於首爾瑞草洞之外交安保研究院內設置靈堂供市民吊唁。
- 2006年5月28日上午，李之骨灰由夫人鏑木玲子與其子李忠昊等送抵韓國仁川國際機場，暫存在外交安保研究院焚香所。
- 2006年5月29日上午，李之告別式在首爾大田國立國家功臣墓地舉行，當天上午8時在焚香所出殯，9時許送往墓地，安葬儀式於11時舉行。

## 外部連結
- 世界衛生組織悼念李鍾郁博士網頁 （页面存档备份，存于）

| 联合国系统职务      | 联合国系统职务                    | 联合国系统职务                   |
| ------------------- | --------------------------------- | -------------------------------- |
| 前任： 布倫特蘭夫人 | 世界衛生組織總幹事 2003年－2006年 | 繼任： 安德斯·努德斯特倫（代理） |